# Sydhavets skræk
Sydhavets skræk er en amerikansk stumfilm fra 1920 af Roy Marshall.

## Medvirkende
- Hobart Bosworth som Bucko McAllister
- Anna Q. Nilsson som Madeline Grey
- William Conklin som Walter Maxwell
- Margaret Livingston